# Ida Eikeng
Ida Eikeng, född 25 juni 1999, är en norsk friidrottare som tävlar i mångkamp. Hon tävlar för IK Tjalve.

## Karriär
I juni 2018 blev Eikeng nordisk juniormästare i mångkamp. Därefter studerade hon fem år i Seattle i USA. I februari 2024 tog Eikeng guld i kulstötning, silver på 60 meter häck och brons i längdhopp vid norska inomhusmästerskapen i Steinkjer.

## Medaljer i norska mästerskapen
| Medalj | Gren                  | År   |
| ------ | --------------------- | ---- |
| Guld   | Kulstötning inomhus   | 2024 |
| Guld   | 1 000 meter stafett   | 2024 |
| Silver | 100 meter häck        | 2019 |
| Silver | Höjdhopp              | 2024 |
| Silver | 60 meter häck inomhus | 2024 |
| Silver | 4×100 meter stafett   | 2015 |
| Brons  | 100 meter häck        | 2017 |
| Brons  | Längdhopp inomhus     | 2024 |

## Personliga rekord
| Utomhus - Sjukamp – 6 114 p (Walnut, 13 maj 2023) - 200 meter – 23,81 s (Eugene, 10 juni 2022) - 100 meter häck – 13,23 s (Arona, 11 maj 2024) - Längdhopp – 6,01 m (Pullman, 22 april 2022) - Kulstötning – 14,73 m (Walnut, 12 april 2023) - Spjutkastning – 55,56 m (Raleigh, 24 mars 2022) | Inomhus - Femkamp – 4 266 p (Albuquerque, 10 mars 2023) |